# Glinne (województwo podkarpackie)
Glinne – wieś w Polsce, położona w województwie podkarpackim, w powiecie leskim, w gminie Lesko.
W latach 1975–1998 miejscowość administracyjnie należała do województwa krośnieńskiego.
Wierni Kościoła rzymskokatolickiego należą do parafii św. Królowej Jadwigi w Jankowcach w dekanacie Lesko.
We wsi działa zbór Ewangelicznej Wspólnoty Zielonoświątkowej.

## Części wsi
| SIMC    | Nazwa        | Rodzaj    |
| ------- | ------------ | --------- |
| 0355625 | Dolny Koniec | część wsi |
| 0355631 | Górny Koniec | część wsi |
| 0355648 | Obszar       | część wsi |

## Historia
W połowie XIX wieku właścicielami posiadłości tabularnej w Glinnem byli spadkobiercy Giebułtowskiego.
Na końcu XIX wieku we wsi osiedlila się rodzina Piotra Kocyłowskiego, ojca przyszłego biskupa Jozafata Kocyłowskiego.
W tym czasie miejscowość Glinne była równie ciekawa z punktu widzenia różnorodności kulturowej. Nie posiadała świątyni, wierni grekokatolicy, jako katolicy uczęszczali do kościoła i cerkwi miejskiej w Lesku. Miasto to było w tym czasie mieszanką kultur, gdzie na równych prawach współżyli ze sobą Polacy – rzymscy katolicy, Ukraińcy – grekokatolicy, Żydzi i wiele innych wyznań.

## Atrakcje turystyczne

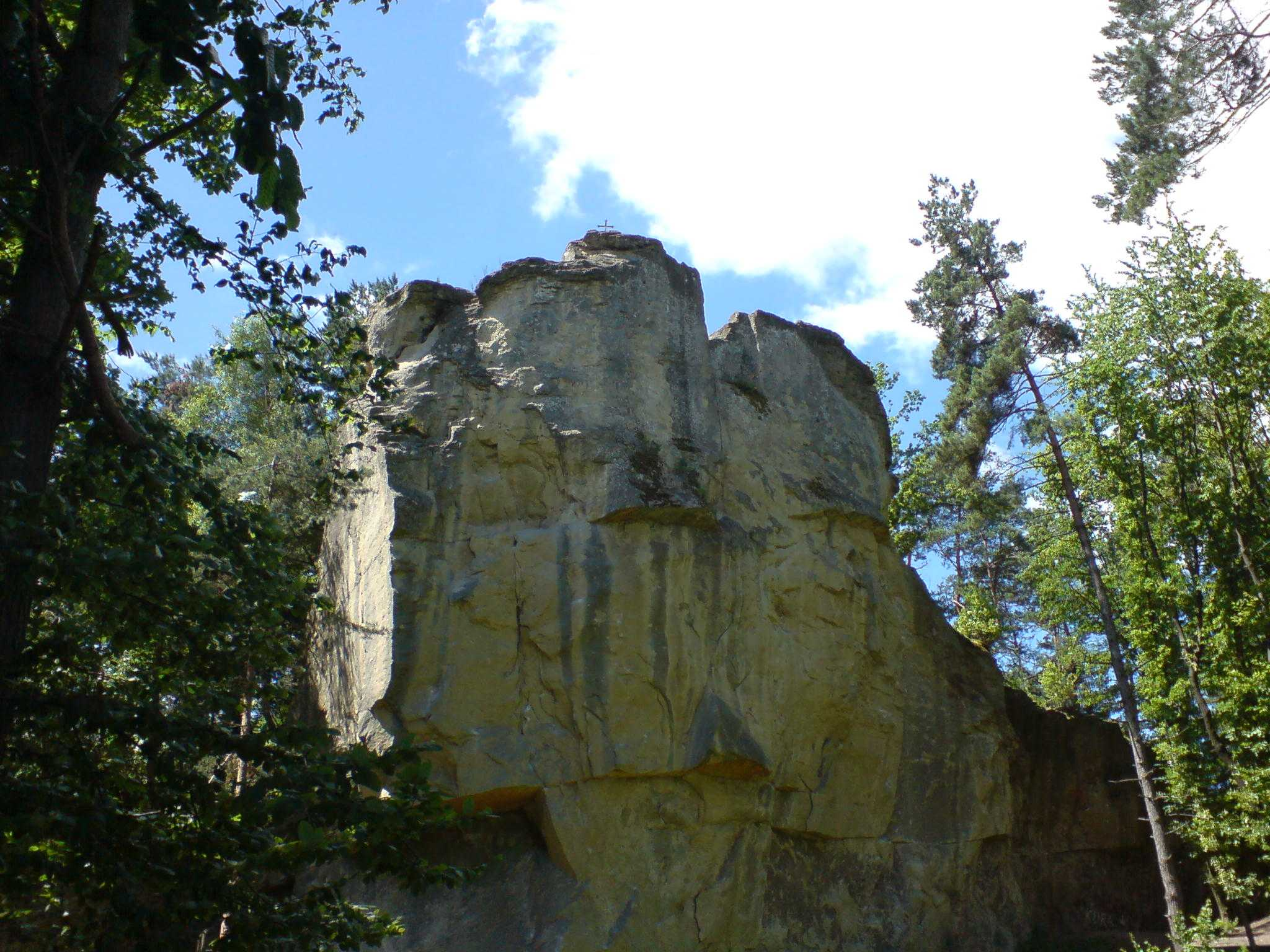
Kamień Leski w Glinnem

- Kamień Leski – pomnik przyrody z piaskowca.